# Wapen van Mozambique

Wapen van Mozambique

Het wapen van Mozambique is in 1990 ingevoerd en is gebaseerd op het wapen van de Sovjet-Unie.

## Beschrijving
Centraal in het wapen is een groen vlak te zien dat land moet verbeelden, hetgeen boven een open water uitsteekt. Op het land ligt een boek en staan een schoffel en een kalasjnikovgeweer gekruist op de voorgrond. Achter het land komt een rode zon op met een gele achtergrond dat de vorm heeft van een tandrad. Om het geheel heen is een krans afgebeeld van een maiskolf en suikerriet. Geheel bovenaan staat de socialistische rode ster. De krans heeft een rode band waarop de naam van het land in het Portugees staat: República de Moçambique.

## Symboliek
De mais en suikerriet staan voor de landbouw en de natuur van het land. Het tandrad staat voor arbeid, het boek voor de sociale klasse van intelligentie, de schoffel voor de boerenklasse, de kalasjnikov voor de onafhankelijkheidsstrijd van het land en de rode ster voor het socialisme. De rode zon symboliseert het zuiden van Afrika en de hoop op een beter leven. Het groene land staat voor Mozambique en het water voor de Straat van Mozambique.

## Geschiedenis
Mozambique had sinds 1935 een koloniaal Portugees wapen, dat grotendeels overeenkwam met andere Portugese koloniën. In 1951 werd Mozambique een Portugese overzeese provincie en werd het wapen aangepast. Op het wapen stonden vijf Portugese Quinas en vijf groene golven op een zilveren achtergrond. Een bundel groene pijlen maakte het wapen compleet.

Voormalige wapens van Mozambique
1935-1951, Portugees Mozambique
1951-1975, Portugees Mozambique
1935-1975, klein wapen
1975-1982

Algerije · Angola · Benin · Botswana · Burkina Faso · Burundi · Centraal-Afrikaanse Republiek · Comoren · Congo-Brazzaville · Congo-Kinshasa · Djibouti · Egypte · Equatoriaal-Guinea · Eritrea · Ethiopië · Gabon · Gambia · Ghana · Guinee · Guinee-Bissau · Ivoorkust · Kaapverdië · Kameroen · Kenia · Lesotho · Liberia · Libië · Madagaskar · Malawi · Mali · Marokko · Mauritanië · Mauritius · Mozambique · Namibië · Niger · Nigeria · Oeganda · Rwanda · Sao Tomé en Principe · Senegal · Seychellen · Sierra Leone · Soedan · Somalië · Swaziland · Tanzania · Togo · Tsjaad · Tunesië · Westelijke Sahara · Zambia · Zimbabwe · Zuid-Afrika · Zuid-Soedan
Afhankelijke gebieden:
Brits Territorium in de Indische Oceaan · Canarische Eilanden · Ceuta · Melilla · Madeira · Mayotte · Réunion · Sint-Helena · Tristan da Cunha